# التعلم الآلي في علوم الأرض
تشمل تطبيقات التعلم الآلي في علوم الأرض رسم الخرائط الجيولوجية، وكشف تسرب الغاز، وتحديد المعالم الجيولوجية. يُعد التعلم الآلي فرعًا من فروع الذكاء الاصطناعي يهدف إلى تطوير برامج قادرة على تصنيف وتجميع وتحديد وتحليل مجموعات هائلة ومعقدة من البيانات دون الحاجة إلى برمجة صريحة، على حين تختص علوم الأرض بدراسة أصل الأرض وتطورها ومستقبلها. يمكن تقسيم نظام الأرض إلى أربعة مكونات رئيسية، وهي الأرض الصلبة، والغلاف الجوي، والغلاف المائي، والمحيط الحيوي.
يُمكن لخوارزميات التعلم الآلي أن تلعب دورًا هامًا في مجالات علوم الأرض، ويمكن تطبيق مجموعة متنوعة من الخوارزميات حسب طبيعة المهمة، وقد يكون أداء بعض الخوارزميات أفضل بكثير من غيرها لتحقيق أهداف محددة، فعلى سبيل المثال، تتميز الشبكات العصبية الإلتفافية بكفاءتها في تفسير الصور، بينما يمكن استخدام الشبكات العصبية الأكثر عمومية لتصنيف التربة. ومع هذا، فإنّ تدريب نماذج التعلم الآلي قد يكون أكثر تكلفة حسابيًا من استخدام بعض البدائل الأخرى مثل آلات المتجهات الداعمة.

## الأهمية

### التوصل إلى حلول للمسائل المعقدة
عادة ما تحاول علوم الأرض التوصل إلى إجابات لمسائل معقدة يصعب معها تطبيق النماذج الرياضية المعروفة والموصوفة جيدًا على البيئة الطبيعية، لذلك يُعدّ استخدام تقنيات التعلم الآلي عادةً بديلاً أفضل لمثل هذه المسائل غير الخطية. عادةً ما تكون البيانات البيئية غير خطية وتتكون من تفاعلات من الدرجة الأعلى، ومع البيانات المفقودة، قد يكون أداء النماذج الإحصائية التقليدية ضعيفًا نظرًا لتطبيق افتراضات غير واقعية تمثّل على النموذج بصورة غير خطية، إذ وجد عدد من الباحثين أن التعلم الآلي يتفوق على النماذج الإحصائية التقليدية في علوم الأرض، كما هو الحال في توصيف بنية ظلة الغابات، والتنبؤ بتحولات النطاق الناجمة عن التغيرات المناخية، وتحديد الخصائص الجيولوجية. تكمن أهمية توصيف بنية ظلة الغابات في كونها تُمكّن العلماء من دراسة استجابة الغطاء النباتي للتغيرات المناخية، كما يسمح التنبؤ بتحولات النطاق الناجمة عن التغيرات المناخية لصانعي القرار والسياسيين من تبني أسلوب حوار مناسب للتغلب على عواقب تغير المناخ، على حين يساعد تحديد الخصائص الجيولوجية الجيولوجيين على فهم جيولوجيا المنطقة، وهو أمر ضروري لتطوير المنطقة وإدارتها.

### استنتاج البيانات التي يصعب الوصول إليها
في علوم الأرض، غالبًا ما يصعب الوصول إلى بعض البيانات أو جمعها، لذلك فإن استنتاج البيانات المفقودة من البيانات المتاحة بسهولة باستخدام طرق التعلم الآلي يعدّ أمرًا ذا أهمية فائقة. فعلى سبيل المثال، يُشكل رسم الخرائط الجيولوجية في الغابات المطيرة الاستوائية تحديًا كبيرًا بسبب الغطاء النباتي الكثيف والنتوءات الصخرية ضعيفة التعرض. كذلك يوفر تطبيق الاستشعار عن بعد باستخدام أساليب التعلم الآلي طريقة بديلة لرسم الخرائط بسرعة دون الحاجة إلى رسم الخرائط يدويًا في المناطق التي يصعب الوصول إليها.

### خفض التكلفة والجهد والوقت
يمكن للتعلم الآلي أيضًا أن يُسهم بصورة فعالة في خفض الجهود المبذولة من الخبراء، حيث تُشكل المهام اليدوية التي تستنزف الكثير من الوقت والجهد والتكلفة المالية كالتصنيف والشرح وغيرها عوائق في سير عمل أبحاث علوم الأرض. كذلك يتطلب رسم الخرائط الجيولوجية، وخاصةً في المناطق النائية الشاسعة، جهدًا ووقتًا وتكلفةً كبيرين عند استخدام الطرق التقليدية، بينما يمكن أن يوفر دمج تقنيات الاستشعار عن بُعد ومنهجيات التعلم الآلي حلاً بديلاً للتخلص من بعض احتياجات رسم الخرائط الميدانية.

### تحقيق الاتساق وعدم التحيز
يُعد الاتساق وعدم التحيز ميزةً يُمكن لتقنيات التعلم الآلي أن توفرها مقارنةً بالعمل اليدوي البشري، ففي الأبحاث التي تُقارن الأداء البشري بأداء التعلم الآلي في تحديد أنواع الدياتومات، وُجد أن التعلم الآلي يكون أقل عرضة للتحيز المنهجي مقارنةً بالبشر. يتمثل أحد أكثر تأثيرات التحيز الشائعة لدى البشر في أن المُصنف غالبًا ما ينحاز في عملية التصنيف إلى الفئات الأكثر شيوعًا، فعلى سبيل المثال في مهمة تصنيف بحثية، إذا كان هُناك نوع من السوطيات الدوارة نادرًا ما يظهر في العينات، فإن خبراء البيئة لن يصنفوه عادةً بشكل صحيح. يؤدي التحيز المنهجي إلى انخفاض دقة التصنيف البشري بشكل ملحوظ.

## المهام التطبيقية
شهدت قائمة المهام التطبيقية التي يُمكن لخوارزميات التعلم الآلي والتعلم العميق القيام بها في مجالات علوم الأرض نموًا متزايدًا في الآونة الأخيرة، بالتزامن مع تطوير تقنيات مساعدة أخرى مثل تطوير المسيرات، وتقنيات الاستشعار عن بُعد فائقة الدقة، والحوسبة الفائقة. وهو ما ساعد على توافر مجموعات بيانات كبيرة وعالية الجودة وخوارزميات أكثر تقدمًا.